# の・ようなもの
『の・ようなもの』は、1981年の日本映画。落語の世界を題材にして、コメディの要素を取り入れた青春群像映画。
本作の35年後を描いた杉山泰一の監督作品『の・ようなもの のようなもの』が2016年1月16日に公開された。

## あらすじ
物語の舞台は東京の下町。若手落語家（二ツ目）の志ん魚（しんとと・伊藤克信）は、23歳の誕生日記念に初めてソープランドへ行く。相手を務めたエリザベス（秋吉久美子）は、実はインテリで落語にあまり興味がなかったが、裏表のない性格の志ん魚と何となくデートを重ね相談相手もする奇妙な関係になる。
ある日、女子高校の落語研究会を指導するはめになった志ん魚は、その中の一人・由美（麻生えりか）を好きになる。エリザベスに相談するものの、どちらの関係も絶ちがたく二股交際を始める志ん魚であった。由美とのデートの帰り、由美の実家へ立ち寄った志ん魚は両親を紹介され古典落語『二十四孝』を披露する。しかし、由美の父（芹沢博文）から「なってないねぇ。どうやって生活しているの?」と心配され、古今亭志ん朝や立川談志と比較された挙句、由美からも「下手」と駄目を押される始末。失意の志ん魚は家を出るが終電は既に無く、堀切駅から浅草へ向けて歩き出す。深夜の下町を「道中づけ」しながら歩き続け、浅草へ到着したとき夜は明け心配してスクーターで駆けつけた由美が待っていた。
その一方、パッとしなかった志ん魚の一門の先輩・志ん米（尾藤イサオ）が真打ちに昇進することとなり、関係者は沸き立つ。エリザベスは雄琴に引っ越して新たな道を歩むこととなり、取り残されたような気持ちになった志ん魚は自分の将来や落語界の未来について真剣に考え始めるのだった。

## キャスト
志ん魚（しんとと）
演 - 伊藤克信
出船亭一門の“二つ目”の落語家で、冒頭で23歳になる。日光市出身らしい。エリザベスからは「アル・パチーノに目が似てる」と評される。明るくさっぱりした性格。落語家になろうと思ったきっかけは、テレビに出たいという思いと父親から「男は年を取っても商売できる仕事をやれ」と言われたことから。趣味は卓球で、ある時エリザベスに卓球のやり方を教える。好物は海老。隣の部屋に誰が住んでいるのかが分からない部屋に住むのが嫌いという考え方の持ち主。
エリザベス
演 - 秋吉久美子
出船亭の師匠宅がある地域内のソープランドで働くソープ嬢。初めてソープを経験する志ん魚の相手をし、彼のことを気に入りそれ以降2人で時々会って一緒に食事をしたり自宅などで過ごし始める。英語が得意らしく、英語で書かれた「狼たちの午後」などの本を複数所有している。そこそこ稼いでいるためいい暮らしをしており、高級フランス料理らしきレストランで食事をするなどしている。

### 出船亭一門
志ん米（しんこめ）
演 - 尾藤イサオ
志ん魚の兄弟子で弟子たちのリーダー的存在。落語の世界に入って約20年目を迎えており、真打ちまであと一歩の状態。志ん魚の誕生日プレゼントとしてソープ初体験を贈ることにし、弟弟子たちと集めたカンパの金を渡す。弟子たちと共に毎週土曜日の22時から深夜寄席というものを開き、お客さん相手に噺家としての技術を磨いている。妻はいるが女好きで時々ソープランドを利用している。笑太郎をライバル視しており、ある日彼に対抗して弟子たちと団地の奥さん連中相手に天気予想クイズというイベントを行う。
志ん水（しんすい）
演 - でんでん
志ん魚の兄弟子。本人曰く「全身猫舌」とのことで熱めの風呂は苦手で、志ん米から湯船に入るコツを教わる。深夜寄席の演目で「青菜」を演じる。恋人がいるらしいが、たかこという女性にも言い寄っている。
志ん肉（しんにく）
演 - 小林まさひろ
志ん魚の兄弟子。趣味はパチンコ。深夜寄席の演目で古典落語の「野ざらし」をテンション高めで演じる。たまにちり紙交換のバイトをしており軽トラックで住宅街を周っている。
志ん菜（しんさい）
演 - 大野貴保
志ん魚の弟弟子。ある日の寄席で「たがや」を演じる。自身の落語は、文章をぶつぶつ切るような口調から「金属的な落語」(人間味が感じられないとの意味)と評されている。志ん魚と2人で日本舞踊らしき踊りを習いに行っている。趣味は音楽鑑賞で時々レコード屋に行っている。おかみさんからの指名で志ん魚と2人で女子校の落研のコーチを任される。
前座
演 - 柳感（金井久）、君丸（小笠原勤）
志ん魚の弟弟子で出船亭の一番下っ端。現在はまだ落語の修行をする前の段階らしく、主に師匠家族や兄弟子たちから指示された雑用などをこなしている。深夜寄席では、入り口でそれぞれ受付と店先での呼び込みを担当している。
出船亭扇橋（師匠）
演 - 九代目 入船亭扇橋
自宅で弟子たちの落語を見て色々と助言している。ある日外国人の落語研究会がマクドナルドのハンバーガーについて事細かに話しているのを聞いて、これをヒントに志ん魚に最近食べた美味しかった食べ物を聞いて新作落語に挑戦するよう助言する。
おかみさん
演 - 内海好江
23歳になったばかりの志ん魚に噺家として歳を取ることの大切さを伝える。泰明小を卒業しており、作中で同窓会のハガキが届く。
佐世子
演 - 吉沢由起
志ん米の妻。志ん魚の誕生日を祝って朝からおかみさんと皆と食べるための昼食を作る。その後前座と3人で志ん魚たち出船亭の弟子の帰りを待つが、なかなか帰ってこないためしびれを切らして3人で料理を食べ始める。

### 女子校の落研
由美
演 - 麻生えりか
“したまち女子高校”の落研の上級生。星座はてんびん座。趣味はイラストで、作中で志ん魚らしき男性の顔のイラストを描いている。高校の落研のコーチとしてやって来た志ん魚からこっそり電話番号を聞かれて親しくなり、後日東京のとある池のボート遊びに出かける。
まりや
演 - 五十嵐知子
上級生で部長。星座は水瓶座。高校の文化祭で落語を披露することになり、出船亭のおかみさんにそのコーチとして人を紹介してくれるよう頼みに行く。
真代
演 - 風間かおる
上級生。星座は蠍座。志ん魚に言われて、他の同級部員と共に「道具屋」の冒頭の部分の稽古をする。志ん肉と親しくなる。
佐紀
演 - 直井理奈
上級生で係長。星座は射手座。団地有線放送のディレクターの依頼で同級生4人で団地近くの八百屋のCMに出演する。
落研所属の女子高生
演 - エド・はるみ
下級生。上級生たちの前で、部員仲間と共に「寿限無」を暗唱する。
落研所属の女子高生ナガシマ＆結婚式の新婦・竜子（二役）
演 - 大角桂子
ナガシマ…落研の下級生。部員仲間と共に寿限無を暗唱するが間違えたため上級生から優しく注意される。
竜子…冒頭に登場する若い女性。ある日恋人の新介と広場で2人でイチャイチャしていた所、突然現れた志ん魚からちょっかいを出されたため怒る。

### その他
笑太郎
演 - 三遊亭楽太郎（六代目 三遊亭円楽）
自称「落語界のプリンス」で、テレビやラジオでも活躍している人気の若手落語家。一般的なホテルに訪れた志ん魚とエリザベスが部屋のテレビを付けると、落語をする笑太郎が映る。BBSというラジオ局の「笑太郎のお昼寝クイズ」という番組で、先日女子高生たちがCMに出た団地に訪れる。
おばさんディレクター
演 - 鷲尾真知子
団地有線放送の社員。UHF電波を使って作中のマンモス団地向けの超ローカルテレビ番組を制作している。女子高校の落研の部長に会って地元の八百屋のCMを依頼する。後日志ん米やまりやたちから番組で落語を取り上げてくれるよう頼まれる。周りの人の星座による性格判断を見るのが好き。
近所の主婦（松葉くずし主婦）
演 - 内海桂子
「笑太郎のお昼寝クイズ」のロケで団地に訪れた笑太郎から三択問題を出される。
有名落語家
演 - 五代目 春風亭柳朝
出船亭一門と親しくしている大物落語家。ある時深夜にタクシーで帰ろうとしていた所、金がなくて街でたむろしていた志ん水たちを偶然見つけて気前よく数万円を渡してどこかに泊まるよう告げる。タクシーには（山田五十鈴と紹介された）女性と一緒に乗り込んでおり、志ん水たちに彼女のことを口外しないよう頼む。
由美の父
演 - 芹沢博文
ある夜帰宅途中に由美と一緒にいた志ん魚と偶然出会う。そのまま志ん魚を自宅に招いたところ、彼が落語家をしていると知り、落語を見せてもらい感想を述べる。
由美の母
演 - 加藤治子
由美が初めて自宅に連れてきた男性として志ん魚をもてなす。
オカマのコンビ
演 - 川島（小堺一機）、川添（ラビット関根）
志ん菜の姉の知人で彼とも親しくしている。2人とも志ん肉のことを陰で“デブ”呼ばわりして毛嫌いしている。深夜寄席で一緒になり寄席を終えた志ん菜に、翌日の晩に銀巴里にシャンソン歌手の薩めぐみが出るため一緒に見に行くよう誘う。
志ん菜の姉
演 - 小宮久美子
ある時、志ん菜から落語の発表の場を探しているとの話を聞いて、人脈があるオカマのコンビに相談してみる。恋人がおりキスマークをつけていることが多いため、時々会う志ん菜から指摘されている。
亜矢
演 - 室井滋
エリザベスの友人。ある日エリザベスに琵琶湖の写真を見せて滋賀県の雄琴行きに誘う。
結婚式の新郎・新介
演 - 由良聡
竜子の恋人。チャラそうな見た目の若者。冒頭で竜子と木陰のベンチに座ってディスコで数人の女性たちから声をかけられたことを話した後、「でもやっぱりお前が一番だよ」とのろける。
エリザベスに挨拶される男
演 - 永井豪
とある建物内を恋人か妻らしき女性と2人で歩いていた所、ばったり出くわしたエリザベスから挨拶される。

## 作中に出てくる落語
- 「寿限無」（じゅげむ）

女子高の落研部員の下級生たちが上級生の前で、この落語に出てくる赤ん坊の長い名前である「寿限無」を暗唱する。
- 「野ざらし」

深夜寄席で志ん肉が演じる。
- 「青菜」

この落語の「奥や、奥や」と手を叩いて人を呼ぶ動作について、志ん水が出船亭扇橋から手ほどきを受ける。
- 「道具屋」

志ん魚と志ん菜の見てる前で、女子高の落研部員の上級生の内4人が冒頭の部分を一人ずつ演じてみせる(映像ではリレー形式で一つに繋がっている)。
- 「たがや」

まだまだ未熟な志ん菜が、とある寄席で演じる。
- 「寝床」

志ん魚が出船亭扇橋から新作落語を勧められるシーンで、志ん魚の普段の寄席でする古典落語の映像として間に挟まれる。
- 「二十四孝」（にじゅうしこう）

由美の自宅に初めて訪れた志ん魚が、彼女の父から催促されて2人の前で演じる。

## 製作
N.E.W.S.コーポレーション制作、日本ヘラルド映画（現・角川映画）配給。森田芳光が監督・脚本・企画を務めて制作された作品で、劇場映画監督デビュー作である。栃木弁丸出しの伊藤克信が秋吉久美子と並んで主役に抜擢され本格的にデビュー、秋吉がソープ嬢を体当たりで演じたことも話題になった。落語関係者や日活ロマンポルノ関係者などが多数出演している。タイトルは三遊亭金馬 (3代目)の十八番（おはこ）の演目「居酒屋」から採っている。
この作品について、森田は「『人間はみな面白いものだ』という観点から人間をより多面的にとらえ、言葉やしぐさの中に含まれる人間的な温かみを表現したかった」と語っている。キャッチコピーは「人間ってなんて面白いんだろう」だった。また、『間宮兄弟』の原点であるとも語っており、同作の公開とあわせて2006年10月に初めてDVD化された（発売元：アスミック、販売元：角川エンタテインメント）。

## スタッフ
- 監督・脚本・企画：森田芳光
- 企画・製作：鈴木光
- 音楽：塩村宰
- 主題歌：OP「彼女はムービング・オン」、ED「シー・ユー・アゲイン 雰囲気」（歌：尾藤イサオ、作詞：タリモ（森田芳光）、作曲：浜田金吾、編曲：塩村宰、演奏：NONO）
- 撮影：渡部眞
- 編集：川島章正
- 美術：増島季美代、伊藤羽
- 助監督：山本厚、佐藤睦夫、杉山泰一

## エピソード
- 本作の撮影のため若手落語家を探していた森田監督は都内の寄席に通ったがなかなか思い描くような人が見つからず、『全日本落語選手権』へ出演していた伊藤克信（当時、大学生）を偶然テレビで観て主役に抜擢した[9]。伊藤は、保険会社へ就職が決まっており演技経験もないため申し出を断ろうと思っていたが、監督の熱意に押され映画出演を承諾した[10]。このような経緯で出演したため苦労話も多く、道中づけのシーンでは実際に42.195キロを歩き、このシーンのナレーション収録の際はスタジオの中を歩きながら50回近くも収録を繰り返したため、力の抜けた語り口調に仕上がっている[9]。
- 主人公と兄弟子・志ん米の関係は森田と高田文夫（大学落語研究会の先輩）をモチーフとしている[11]。また、志ん米の服装は大学時代の高田そのものであったという[12]。
- 道中づけのシーンでは、アサヒビール吾妻橋工場（跡地にはアサヒビールタワーなどが所在するリバーピア吾妻橋）、仁丹塔（森下仁丹の広告塔）、国際劇場（跡地には浅草ビューホテル)、台東体育館(ジャイアント馬場とアントニオ猪木デビュー戦の会場)など現存しない建物がフィルムに収められている。また、由美がスクーター（ホンダ・タクト）で志ん魚を追う場面でヘルメットを着用していないのは義務化以前に撮影された映画だからであり違法ではない（原動機付自転車の公道でのヘルメット着用が義務化されたのは1986年からである）。
- 公開時に995円の入場料でお釣が5円になるようにして「ご縁」と引っ掛けた設定をしていた[13]。
- 落語家の柳家喬太郎が2006年に発売したアルバム「の・ようなうた 〜柳家喬太郎歌謡図鑑〜」の中でこの映画の主題歌「シー・ユー・アゲイン雰囲気」を自らカヴァーして歌っている。

## 受賞
- 第3回ヨコハマ映画祭（1981年度）
  - 日本映画ベストテン第1位
  - 作品賞
  - 新人監督賞（森田芳光）